# Bruno Goetz
Pour les articles homonymes, voir Goetz.
Bruno Goetz (Götz) est un poète, romancier et traducteur allemand qui a longtemps vécu en suisse, né à Riga le 6 novembre 1885 et mort à Zurich le 19 mars 1954.

## Psychanalyse
Il s'est intéressé à la psychanalyse et a rencontré Freud notamment . Il vint le consulter en 1904 alors qu'il était étudiant et sans le sou. Il souffrait de névralgies et Freud, ayant vu ses poèmes, le félicita et lui aurait dit : « Vous vous cachez derrière vos mots, au lieu de vous laisser porter par eux ». Il l'a aussi interrogé sur ce que l'eau qui apparaissait dans ses poèmes représentait pour lui et c'est ainsi que Goetz lui parla de son père marin et lui dit avoir été élevé dans ce milieu. Touché par la situation de cet homme, Freud lui donna encore 200 couronnes, le dissuada d'entreprendre une cure et lui prescrivit des médicaments.
Il s'est aussi lié à la communauté Le Monte Verità, il a été analysé par Otto Gross et s'est intéressé aux « mystères de l’âme, » y mêlant des théories freudiennes, celles de Jung sur les archétypes. Il s'intéressa aussi à l'Hindouisme.
Il rêvait d'une société idéale qui serait le « Royaume de Dieu » mariant paganisme et christianisme. Les Nazis ont tenté de le récupérer pour qu'il écrive pour eux mais il a refusé.

## Écrits en français
- Bruno Goetz : Souvenirs sur Sigmund Freud in : "Freud : Jugements et témoignages.", Coll. présenté par Roland Jaccard, 2006, Editeur : Presses Universitaires de France,  (ISBN 2130557643)